# International Air & Space Hall of Fame

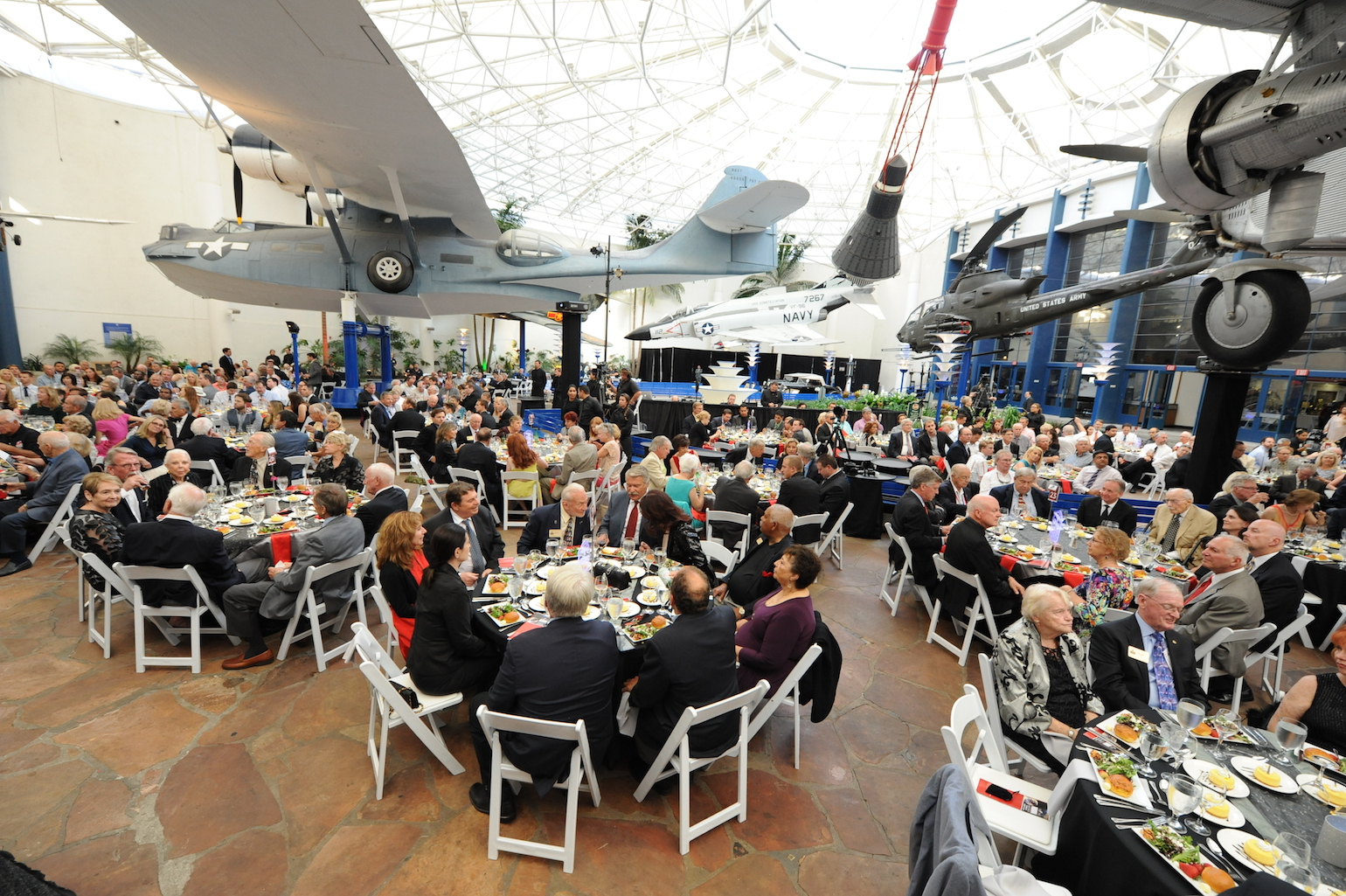
Le gala 2016 d'intégration au International Air & Space Hall of Fame.

L'International Air & Space Hall of Fame est un temple de la renommée honorant les contributions significatives à l'aérospatiale.
Il est financé par le musée de l'air et de l'espace de San Diego.